# Late Night with the Devil
Late Night with the Devil är en amerikansk skräckfilm från 2023. Filmen är regisserad av Cameron Cairnes och Colin Cairnes som även skrivit manus.
Filmen premiärvisades på South by Southwest i mars 2023 och hade biopremiär i Sverige den 14 juni 2024.

## Handling
Filmen kretsar kring talkshowvärden Jack Delroy som för att höja tittarsiffrorna bjuder in en påstått besatt flicka till sitt direktsända program på Halloween 1977. Men något går fruktansvärt fel.

## Rollista (i urval)
- David Dastmalchian – Jack Delroy
- Laura Gordon – June Ross-Mitchell
- Ian Bliss – Carmichael Haig
- Fayssal Bazzi – Christou
- Ingrid Torelli – Lilly D'Abo
- Georgina Haig – Madeleine Piper
- Josh Quong Tart – Leo Fiske
- Steve Mouzakis – Szandor D'Abo
- Michael Ironside – berättare